# Lee DeWyze
Leon James „Lee” DeWyze Jr. (ur. 2 kwietnia 1986 w Mount Prospect w Illinois) – amerykański piosenkarz i autor tekstów piosenek oraz zwycięzca 9 sezonu American Idol. Przed programem DeWyze rozpoczął karierę solową i założył zespół Lee DeWyze Band. Wydał dwa niezależne albumy So I’m Told w 2007 roku i Slumberland w 2010 roku, oba przez WuLi Records. Jego pierwszy album po zwycięstwie ukazał się 16 listopada 2010 roku i został wydany przez 19 Entertainment i RCA Records.

## Dyskografia

### Albumy studyjne
| Rok                                      | Album | Najwyższa pozycja | Najwyższa pozycja | Najwyższa pozycja | Certifikat   |
| Rok                                      | Album | US Heat           | US Heat           | US Indie          | Certifikat   |
| ---------------------------------------- | --- | ----------------- | ----------------- | ----------------- | ------------ |
| 2007                                     | So I’m Told - Wydany: 7 lipca 2007 - Wytwórnia: WuLi Records - Format: CD                                                     | —                 | —                 | —                 |              |
| 2010                                     | Slumberland - Wydany: 7 stycznia 2010 (iTunes) 20 stycznia 2010 (CD) - Wytwórnia: WuLi Records - Format: CD, digital download | —                 | 7                 | 39                | - US: 16,000 |
| 2010                                     | Live It Up - Wydany: 16 listopada 2010 - Wytwórnia: 19, RCA - Format: CD, digital download                                    | 19                | —                 | —                 |              |
| "—" pozycja nie wydana bądź nie notowana | |                   |                   |                   |              |

### Albumy cyfrowe
| Rok  | Album                          | Najwyższa pozycja | Najwyższa pozycja | Sprzedaż    |
| Rok  | Album                          | US Heat           | US Indie          | Sprzedaż    |
| ---- | ------------------------------ | ----------------- | ----------------- | ----------- |
| 2010 | Season 9 Favorite Performances | 9                 | 40                | - US: 5,000 |

### Single
| Rok                                      | Singiel             | Najwyższa pozycja | Najwyższa pozycja | Najwyższa pozycja | Album                |
| Rok                                      | Singiel             | US                | US AC             | CA                | Album                |
| ---------------------------------------- | ------------------- | ----------------- | ----------------- | ----------------- | -------------------- |
| 2010                                     | „Beautiful Day”     | 24                | —                 | 13                | singiel spoza albumu |
| 2010                                     | „Sweet Serendipity” | —                 | 46                | 96                | Live It Up           |
| "—" pozycja nie wydana bądź nie notowana |                     |                   |                   |                   |                      |

### Single cyfrowe
| Rok                                      | Singiel                               | Najwyższa pozycja | Najwyższa pozycja | Album                          |
| Rok                                      | Singiel                               | US                | CA                | Album                          |
| ---------------------------------------- | ------------------------------------- | ----------------- | ----------------- | ------------------------------ |
| 2010                                     | „Hallelujah”                          | 44                | 57                | Season 9 Favorite Performances |
| 2010                                     | „Falling Slowly” (z Crystal Bowersox) | 66                | 70                | singiel spoza albumu           |
| 2010                                     | „The Boxer”                           | 88                | 72                | Season 9 Favorite Performances |
| "—" pozycja nie wydana bądź nie notowana |                                       |                   |                   |                                |

## Nagrody i nominacje
| Rok  | Prezenter          | Nagroda                   | Wynik   |
| ---- | ------------------ | ------------------------- | ------- |
| 2010 | Teen Choice Awards | Male Reality/Variety Star | Laureat |